# Język a-pucikwar
Język a-pucikwar (inne nazwy: pucikwar, puchikwar) – język wymarły używany niegdyś przez rdzenną ludność Andamanów (należących do Indii). Należał do rodziny wielkoandamańskiej.
Ludność Pucikwar, posługująca się tym językiem, zamieszkiwała południowe wybrzeża Andamanu Środkowego, północno-wschodnie wybrzeża Andamanu Południowego oraz wyspę Baratang.